# .bi
.bi és el domini territorial de primer nivell (ccTLD) de Burundi. És administrat pel Burundi National Center of Ínformation Technology.
Aquest domini té una política lliberal de registre. El seu principi general és que el domini ha de reflectir la veritat. Els registres són oberts a tothom d'arreu del món. Però no s'ha utilitzat massa. Això és a causa de la situació econòmica i política de l'estat, que pot haver provocat un baix nombre de dominis registrats.